# 宮武健次郎
宮武　健次郎（みやたけ　けんじろう、1938年2月16日- ）は、日本の実業家。大日本住友製薬元代表取締役社長。大阪府出身。

## 来歴
1961年に関西学院大学経済学部卒業後、父親・徳次郎が社長を務めていた大日本製薬（現住友ファーマ）入社。1999年同社代表取締役社長、2008年同社代表取締役会長、2015年神戸薬科大学理事長。